# Governo Maurepas
Il Governo Maurepas è stato il quindicesimo esecutivo del Regno di Francia, in carica dal 14 maggio 1774 al 21 novembre 1781. Il governo si formò a seguito della morte di Luigi XV e della caduta del Governo Maupeou. Il nuovo sovrano chiamò allora il conte di Maurepas a dirigere il suo governo. Come primo atto Maurepas richiamò i Parlamenti, soppressi dal suo predecessore, il che fece guadagnare al governo enorme popolarità. Il governo propose riforme in molti campi (economico, fiscale, giudiziario...), che però spesso non riuscirono a causa dell'opposizione della nobiltà e del clero.
Il conte di Maurepas morì alla Reggia di Versailles il 21 novembre 1781; l'incarico ministeriale andò al conte di Vergennes, Ministro degli esteri.

## Composizione
| Presidenza                                                          | Presidenza | Presidenza                                             | Presidenza                               | Presidenza | Presidenza |
| Segretariato                                                        | Titolare   | Titolare                                               | Titolare                                 | Partito    |            |
| ------------------------------------------------------------------- | ---------- | ------------------------------------------------------ | ---------------------------------------- | ---------- | ---------- |
| Principale Ministro di Stato Presidente del Consiglio delle Finanze |            | Jean-Frédéric Phélypeaux de Maurepas                   |                                          |            |            |
| Ministri di Stato                                                   |            |                                                        |                                          |            |            |
| Segretariato                                                        | Titolare   | Titolare                                               | Titolare                                 | Partito    |            |
| Ministro di Stato per le province interne                           |            | Guillaume-Chrétien de Lamoignon de Malesherbes         | fino al 1776                             |            |            |
| Ministro di Stato per le province interne                           |            | Antoine-Jean Amelot de Chaillou                        | dal 1776                                 |            |            |
| Ministro di Stato per le province di confine                        |            | Louis Nicolas du Muy                                   | fino al 10 ottobre 1775                  |            |            |
| Ministro di Stato per le province di confine                        |            | Claude-Louis de Saint-Germain                          | dal 10 ottobre 1775 al 27 settembre 1777 |            |            |
| Ministro di Stato per le province di confine                        |            | Alexandre Marie Léonor de Saint-Mauris de Montbarrey   | dal 27 settembre 1777                    |            |            |
| Ministro di Stato per le colonie                                    |            | Antoine de Sartine                                     |                                          |            |            |
| Ministri                                                            |            |                                                        |                                          |            |            |
| Segretariato                                                        | Titolare   | Titolare                                               | Titolare                                 | Partito    |            |
| Cancelliere                                                         |            | René Nicolas de Maupeou                                |                                          |            |            |
| Segretario di stato per gli affari esteri                           |            | Charles Gravier                                        |                                          |            |            |
| Segretario di stato per la guerra                                   |            | Louis Nicolas du Muy                                   | fino al 10 ottobre 1775                  |            |            |
| Segretario di stato per la guerra                                   |            | Claude-Louis de Saint-Germain                          | dal 10 ottobre 1775 al 27 settembre 1777 |            |            |
| Segretario di stato per la guerra                                   |            | Alexandre Marie Léonor de Saint-Mauris de Montbarrey   | dal 27 settembre 1777                    |            |            |
| Segretario di stato per la marina                                   |            | Antoine de Sartine                                     |                                          |            |            |
| Controllore generale delle finanze                                  |            | Anne Robert Jacques Turgot                             | fino al 12 maggio 1776                   |            |            |
| Controllore generale delle finanze                                  |            | Jean Étienne Bernard Clugny de Nuits                   | dal 12 maggio 1776 al 18 ottobre 1776    |            |            |
| Controllore generale delle finanze                                  |            | Louis Gabriel Taboureau des Réaux                      | dal 18 ottobre 1776 al 29 giugno 1777    |            |            |
| Controllore generale delle finanze                                  |            | Jacques Necker (come Direttore Generale delle Finanze) | dal 29 giugno 1777                       |            |            |
| Ministri senza portafoglio                                          |            |                                                        |                                          |            |            |
| Segretariato                                                        | Titolare   | Titolare                                               | Titolare                                 | Partito    |            |
| Segretario di stato della Maison du Roi e per gli affari religiosi  |            | Guillaume-Chrétien de Lamoignon de Malesherbes         | fino al 1776                             |            |            |
| Segretario di stato della Maison du Roi e per gli affari religiosi  |            | Antoine-Jean Amelot de Chaillou                        | dal 1776                                 |            |            |